# Warhammer 40,000: Space Marine
 (janvier 2012).
Si vous disposez d'ouvrages ou d'articles de référence ou si vous connaissez des sites web de qualité traitant du thème abordé ici, merci de compléter l'article en donnant les références utiles à sa vérifiabilité et en les liant à la section « Notes et références ».
 (janvier 2012).
Warhammer 40,000: Space Marine est un jeu vidéo développé par Relic Entertainment et produit par THQ Il est inspiré du jeu de plateau du même nom et est en vente depuis le 6 septembre 2011 sur la plateforme Steam.
L'histoire se déroule dans l'univers de Warhammer 40,000 de Games Workshop où le joueur prend le contrôle du Capitaine Demetrian Titus, un space marine luttant pour enrayer une invasion ork sur un monde forge. Cependant une autre menace plane sur cette planète : le Chaos.

## Campagne Solo

### Histoire
L'histoire commence par cette phrase "Dans les sinistres ténèbres d'un lointain futur ... Il n'y a que la guerre.", qui est la devise du jeu de plateau Warhammer 40,000.
Un appel à l'aide est émis depuis Graia, un monde-forge de l'Imperium de l'Humanité : la planète est attaquée par les Orks. Afin de pouvoir sécuriser les puissants Titans Warlord, le haut commandement envoie une flotte de combat à la rescousse de Graia, avec comme avant-garde un détachement de Space Marines du chapitre des Ultramarines, mené par le capitaine Demetrian Titus. Arrivé en Orbite basse autour de la planète, les Ultramarines se rendent compte que les Orks se sont emparés des défenses orbitales du monde-forge et les utilisent pour repousser la flotte impériale. Le Thunderhawk ne pouvant se poser, Titus, suivi par le Sergent-vétéran Sidonus et le Marine Leandros, décide d'utiliser des réacteurs dorsaux pour atteindre la surface de la planète. En chemin, Titus détruit un vaisseau de guerre ork armé d'un Flakka-kanon, vaisseau qui s'avère être celui du Bigboss Grimskull, le chef des Orks. Une fois au sol, Titus tente de rallier ses frères de bataille. Il retrouve en premier Leandros, avant de rejoindre un avant-poste des Forces de Défenses Planétaires. Titus retrouvera ensuite Sidonus avant de trouver le bastion de la garde cadienne, commandé par le Second Lieutenant Mira. Mira indique que le canon de défense planétaire est aux mains des Orks et que tant que ces derniers tiendront l'arme, la flotte ne pourra pas atterrir. Titus et ses Space Marines se lancent alors à l'assaut du canon orbital. Une fois à l'intérieur, ils piègent un des obus qui explose au moment du tir. Une fois le canon réduit au silence, Titus ordonne de se rendre au Manufactorum Ajakis, lieu où sont entreposés les Titans. En chemin, ils détruisent un Train-Bélier et un "Pozeur de Kiboum'" ork (Vaisseau-Poseur de mines volantes).
Arrivés à Ajakis, ils voient que les gardes cadiens tiennent encore le Manufactorum, mais que les Orks tentent de faire sauter la porte. En route, Titus récupère un servo-crâne contenant un appel à l'aide de Drogan, un inquisiteur de l'Ordo Xéno. Une fois les Orks et le canon à plasma qu'ils allaient utiliser sur la porte détruits, les Ultramarines rencontrent Drogan. Ce dernier explique qu'il travaille sur une source d'énergie qui alimente le Fléau Psychique, une arme capable de détruire la force d'invasion ork. Mais pour activer l'arme, il faut amener la source d'énergie vers un complexe appelé la Flèche Orbitale. L'extraction de la source se déroule normalement jusqu'au moment où Grimskull et ses Boys tentent de récupérer "L'Machin Qui Brille". Une puissante réaction s'ensuit au moment où Titus, sur ordre de Drogan, prend lui-même la source, rasant la pièce. Titus se réveille alors dans les décombres avec la source en main. Il cherche à remonter à l'extérieur avant de retrouver Sidonus et Leandros. Ce dernier dit que le capitaine n'aurait pas dû survivre à une telle explosion et émet l'hypothèse que le capitaine possède un don du Warp. Drogan avoue alors que la source tire son énergie du Warp. Leandros dit alors que la découverte de l'inquisiteur est l'œuvre du Chaos, même si Drogan nie une telle chose. Puis, pendant que Sidonus et Leandros escortent l'inquisiteur vers les positions des gardes de Mira, Titus sème le carnage dans les rangs des Orks en tuant deux "BizarBoyz" (des Orks dotés de pouvoirs psychiques) et un grand nombre d'Orks et de Nobs.
Après avoir rejoint les lignes de la Garde Impériale, les Ultramarines, Drogan et Mira embarquent à bord de Valkyries, des aéronefs de transports de troupes aéroportées. Au cours du voyage, l'Escadron est attaqué par des Chokboyz, des Orks munis d'une roquette en guise de réacteur dorsal, et des Chassas-Bombas, Chasseurs-Bombardiers orks. La Valkyrie de Titus est abattue et le Capitaine s'échappe juste à temps avant l'impact. Après avoir été récupéré par celle du Second Lieutenant, Titus rejoint ses frères de combat et l'inquisiteur. Le comportement de ce dernier devient encore plus anormal. Cependant la priorité reste la même : il faut activer le Fléau Psychique. Une fois les lignes orks franchies, Titus et ses Space Marines doivent affronter des tourelles de défenses automatisées, qui prennent le groupe pour des Orks, avant de pouvoir arriver au tableau de commande. Une fois l'arme en marche, l'inquisiteur tire sur la Flèche Orbitale. Au même instant, le Bigboss Grimskull entre dans le complexe de recherche, devant les Space Marines. Malheureusement, le tir de l'arme ouvre une faille dans le Warp et libère des Sanguinaires de Khorne, qui tuent les Orks avant de renverser le Bigboss dans le vide. Puis apparaît un Seigneur du Chaos du nom de Némeroth, qui neutralise les Space Marines à l'aide de pouvoirs psychiques. Drogan approche de lui et, à la grande surprise de Titus, se fait aspirer son énergie. Némeroth explique qu'il a utilisé le cadavre de l'Inquisiteur en y implantant un démon, pour utiliser les Ultramarines afin d'ouvrir une faille Warp sur ce monde à envahir. Subitement, Grimskull resurgit et provoque Némeroth en duel. Après un rude combat, l'Ork tombe à nouveau dans le vide en entraînant le seigneur noir avec lui, libérant Titus et les autres de l'emprise du pouvoir.
Titus et ses frères de bataille récupèrent alors la source du Warp et s'échappent du laboratoire. Titus explique alors qu'il veut utiliser le canon à plasma du Titan Invictus, du Manufactorum Ajakis, pour détruire la Flèche Orbitale et refermer la faille Warp qui commence à s'élargir. Ils renouent le contact avec le Second Lieutenant Mira, qui indique que la Flotte de Libération impériale est arrivée. Une fois Mira rejointe, Titus se sépare d'eux pour réactiver les tourelles de la Garde, permettant aux Cadiens de tenir leurs positions faces aux innombrables vagues Orks. Cependant, après être entré dans le complexe de transporteurs souterrains, Titus est attaqué par Grimskull qui veut récupérer l'appareil Warp. Après un long et violent combat, Titus prend le dessus sur le Bigboss et l'achève d'un tir de pistolet à plasma dans la tête. La mort du Bigboss a pour effet de démoraliser alors tous les Orks qui se replient. Cependant, Les Space Marines du Chaos s'infiltrent à l'intérieur du Manufactorum. Les Ultramarines doivent donc réactiver l'Invictus au plus vite. Une fois l'Invictus réactivé et les portes de l'usine ouverte, le Capitaine branche la source du Warp sur le canon plasma afin de le surcharger, puis ordonne le tir qui éventre alors la Flèche Orbitale et referme la faille Warp. Après la bataille, Titus remet l'appareil Warp à Sidonus pour le mettre en sécurité. Malheureusement, les hérétiques isolent Sidonus et le Sergent, après un grand combat face aux Sanguinaires, est tué par Némeroth. Le Seigneur du Chaos vole alors le dispositif et en profite pour tenter de corrompre Titus. Cependant, le Capitaine jure de venger la mort de son frère. Il comprend et explique le plan du Seigneur du Chaos à Leandros et Mira : Némeroth veut utiliser la source du Warp pour devenir un Prince Démon. Il se lance alors à l'assaut de la Flèche Orbitale avec l'aide d'une escouade d'Ultramarines fraîchement arrivée, et de l'escouade Corvus du chapitre des Blood Ravens.
Titus utilise un Thunderhawk afin d'entrer dans la Flèche et de traquer le Seigneur du Chaos. Une fois Némeroth trouvé, ce dernier tente une ultime fois de le corrompre avant d'envoyer ses Démons et ses marines déchus affronter le Capitaine pendant que Némeroth se transforme. Titus utilise alors son "don du Warp" pour affronter Némeroth. Un combat de titans se déroule entre humain et démon alors qu'ils tombent tous deux dans le vide. Au terme du combat, Titus éclate la tête de Némeroth et détruit l'appareil Warp, mettant un terme à l'invasion du monde-forge.
Plus tard, on voit le Second Lieutenant Mira auprès de Titus, parlant de l'humanité des Space Marines. Vient ensuite une Valkyrie marquée du sceau de l'inquisition. Apparaît alors l'inquisiteur Thrax, escorté par une escouade de Space Marines des Black Templars. L'inquisition souhaite emmener Titus pour vérifier si, comme le dit Léandros, Titus a, oui ou non, sombré dans l'hérésie. Après une longue réflexion, le Capitaine Ultramarine accepte de partir avec Thrax pour éviter des répressions sur Mira et les Cadiens, ainsi que le déshonneur des Ultramarines. L’histoire se finit sur le compte-rendu de l'inquisiteur sur la libération de Graia et la demande d'enquête sur le Capitaine Titus.

### Les servo-crânes
Tout au long de la Campagne, le joueur a la possibilité de trouver des servo-crânes, comme celui qui détient le message de détresse de l’Inquisiteur Drogan. Il existe en tout 48 servo-crânes. Chaque servo-crâne renferme une partie d'un journal de bord ou une série de rapports. Ces histoires ne sont là que pour mieux comprendre le contexte du jeu.
Listes des histoires :
- Journal du Sous-lieutenant Mira (5 servo-crânes) : l'histoire de Mira avant l'arrivée des Ultramarines.
- Journal du Garde Alexander (5 servo-crânes) : l'histoire d'un Garde Impérial sur Graia[2].
- Journal de Bord (5 servo-crânes) : Le journal d'un Technaugure et de l'arrivée de l'armée Ork.
- Messages Personnels (5 servo-crânes) : les instructions d'un père de famille à son fils pour échapper aux Orks.
- Rapports à L'inquisiteur (5 servo-crânes) : les rapports de l'inquisiteur Drogan à son supérieur.
- Journal de Drogan (10 servo-crânes) : le Journal de l'inquisiteur Drogan sur la création du Fléau Psychique.
- Journal médical (5 servo-crânes) : l'histoire d'un centre médical pendant l'invasion des Orks.
- Journal des Travailleurs (5 servo-crânes) : l'histoire de deux ouvriers pris au piège par les Orks.
- Possessions (3 servo-crânes) : le moment où le démon du chaos s'empare du corps de Drogan.

(Note : Le servo-crâne qui contient l'appel à l'aide de Drogan n'est pas dans cette liste.)

### Les Personnages
- Capitaine Titus : Titus est le personnage principal de la campagne. Il est Capitaine du contingent d'Ultramarines envoyé en avant-garde sur Graia. Il mêle instinct de combat et savoir du Chapitre pour défaire les ennemis de l'Imperium. Lors de la Campagne, Titus se rend compte qu'il possède un don l'immunisant du contact du Warp, même s'il peut encore en subir certains pouvoirs. Ce don est très mal pris par Leandros, qui le dénoncera à l'inquisition.

- Sergent-Vétéran Sidonus : Sidonus est le fidèle second de Titus. Vétéran de nombreuses batailles, il a perdu son bras gauche lors de l'une d'elles, celui-ci fut remplacé par un implant bionique. Il voue une haine incommensurable aux Orks. Sidonus suit Titus dans son raisonnement et exécute ses ordres sans connaître le doute. Cependant, Sidonus rencontrera son destin sur une plate forme d'atterrissage de Graia en tentant de défendre la source du warp avant de mourir des mains de Némeroth.
- Frère de bataille Leandros : Leandros est un Space Marine qui suit Titus et Sidonus lors de la reconquête du monde-forge. Contrairement à Titus et Sidonus, Leandros suit aveuglément les concepts du Codex Astartes, le guide de foi des Space Marines, même si Titus lui dit "qu'il est parfois plus utile de penser par soi-même". Il abhorre les créations et les abominations qu'engendre le Chaos et voit d'un mauvais œil le don du warp de Titus. C'est ce don qui poussera Leandros à le dénoncer à l'Inquisition.
- Second Lieutenant Mira : Mira est Second Lieutenant dans le 203e régiment cadien de la Garde Impériale sur Graia. Après la mort de ses supérieurs face aux Orks, elle est la dernière gradée de son régiment avant l'arrivée de Titus et des Space Marines. Elle aide les Ultramarines à reconquérir le canon orbital, puis le laboratoire de recherche de l'Inquisiteur. Après l'ouverture de la Faille, Mira a du mal à contenir à la fois les Orks et le Chaos. Après la réactivation des tourelles de défenses et la mort du Bigboss ork, Mira peut affronter pleinement la menace démoniaque. À la fin de la Campagne, Mira demande à Titus de ne pas suivre Thrax. Mais Titus se résigne à le suivre, de peur que l'Inquisition s'en prenne aux Cadiens.
- Inquisiteur Drogan : Drogan est un inquisiteur de l'Ordo Xénos, la branche de l'Inquisition destinée à la lutte contre les aliens. Ses recherches sur Graia consistaient à mettre au point une arme capable de détruire une flotte d'invasion entière d'un seul tir : Le Fléau Psychique. Malheureusement, son laboratoire est attaqué par un démon du Chaos qui prend possession de son cadavre. Lors de l'invasion du monde-forge, ce dernier fait la rencontre de Titus et va se servir de lui, à son insu, pour récupérer la Source d'énergie Warp et utiliser le Fléau Psychique pour ouvrir une faille dans le Warp.
- Bigboss Grimskull : Grimskull est le chef de la Waaagh (Horde en langue ork) qui envahit le monde-forge Graia. Lors de l'arrivée des Ultramarines, son vaisseau est détruit par le Capitaine Titus. Depuis, Grimskull veut prendre sa revanche. Lorsqu'il retrouve le Capitaine dans le Manufactorum Ajakis, il veut récupérer la source d'énergie. Une fois de plus, Titus remporte le combat. Grimskull retrouve encore Titus au centre de recherche de l'Inquisiteur. Mais lorsque la faille s'ouvre et libère les démons, Grimskull engage le combat face aux Sanguinaires, puis face à Némeroth, avant de s'enfuir. On revoit le Bigboss une dernière fois lorsqu'il retrouve enfin Titus pour le tuer. C'est le Capitaine Ultramarine qui aura le dernier mot, l'achevant d'un tir de plasma en pleine tête.
- Seigneur du Chaos Némeroth : Némeroth est le chef des Forces du Chaos qui envahissent Graia. Guidé par la volonté des dieux du Chaos, Il est chargé de récupérer la source d'énergie Warp de l'inquisiteur Drogan. Lorsqu'il se rend compte de la puissance de la source, il fait un pacte avec ses dieux : en échange de la source et du monde de Graia, ces derniers lui donneront l'immortalité sous les traits d'un Prince Démon. Il réussit à débarquer ses forces sur la planète, par le biais d'une faille dans le Warp, ouverte à l'aide du Fléau Psychique. Lorsqu'il tue l'Ultramarine Sidonus, Némeroth s'empare de la Source, qu'il s'empresse d'emmener à la Flèche Orbitale, son repaire. Là, il commence sa transformation démoniaque. Cependant, il sera tué par le Capitaine Titus lors d'un ultime combat, alors qu'ils tombent tous deux dans le vide.

## Multijoueur

### Modes de Jeu
Le mode Multijoueur comporte deux modes de combat : le mode Versus et le mode Exterminatus.
Le mode Versus permet aux joueurs de s'affronter dans une arène, soit dans le camp des Space Marines, soit dans le camp des Marines du Chaos. Des conditions de victoire spécifiques au type de partie jouée permet la victoire d'un des deux camps. Il existe, à l'origine, trois types de parties versus :
- Annihilation : Les équipes marquent un point par ennemi tué. L'équipe qui élimine 41 adversaires remporte la bataille.
- Prendre et Tenir : Les équipes marquent des points en contrôlant des emplacements stratégiques qui peuvent être capturés. Plus une équipe contrôle d'emplacements, plus elle marquera de points. L'équipe qui marque 1000 points remporte la bataille.
- Contrôle de Points : Les équipes marquent un point en contrôlant des emplacements stratégiques avant qu'ils ne disparaissent. L'équipe qui capture 10 points de contrôle remporte la bataille.

Le mode Exterminatus permet aux joueurs de coopérer pour faire face à des vagues d'ennemis de plus en plus redoutables. Ce mode est semblable au mode de jeu Baroud d'honneur de Dawn of War II. Chaque carte comporte 4 arènes, où les joueurs affrontent dans chacune d'elles jusqu'à 5 vagues d'ennemis. Contrairement au mode Versus, où le joueur peut changer de classe avant de réapparaître, le changement de classe dans le mode Exterminatus ne peut se faire que pendant le changement d'arène. Au cours de l'affrontement, des Défis peuvent apparaître. Ils n'ont aucun impact sur les conditions de victoire, mais ils permettent, en cas de réussite, de gagner de l'expérience supplémentaire.

### Évolution et défis
Le joueur acquiert de l'expérience au cours des combats auquel il participe, dans n'importe quel mode de jeu. Après avoir récolté assez d'expérience, le joueur gagne un niveau. À chaque niveau gagné, il reçoit une nouvelle compétence (Classe, Armes, Armures, Bonus de Combats) ou un nouvel emplacement dans l'Arsenal. Le joueur ne peut dépasser le niveau 41, maximum dans le jeu. L'expérience est gagnée en tuant des ennemis, capturant et libérant des points et en réussissant des défis.
L'éditeur de personnage devient disponible lorsque le joueur atteint le niveau 4 en multijoueur. À partir de l'éditeur, le joueur peut modifier la combinaison d'armes dans l'arsenal. Il peut aussi modifier l’apparence de son armure, que ce soit pour les Space Marines ou pour le Chaos, pour une armure quasiment unique. À l'origine, le joueur dispose d'une simple armure énergétique du Chapitre Ultramarine ou aux couleurs de la Légion des élus de Némeroth. Les parties des armures sont déblocables en réussissant des défis (comme gagner 15 parties multijoueurs en tant que Space marine pour débloquer les épaulières de l'armure Mk III).
Le joueur peut aussi changer les couleurs de l'armure. Il a le choix entre choisir un schéma de couleur prédéfini (Ultramarines, Crimson Fists, Élus de Némeroth, Black Legion, ...) ou créer son propre schéma de couleur pour représenter son propre chapitre impérial ou sa propre légion du chaos.
Le joueur peut aussi choisir d'utiliser une armure de Vétéran (non-modifiable) d'un chapitre (ou d'une légion) spécifique. la plupart sont disponibles uniquement en achetant l'add-on dans la boutique Steam. L'armure du Champion d'Ultramar et l'armure de l'Élu des Dieux Noirs de Némeroth sont disponibles en terminant la Campagne Solo (à n'importe quelle difficulté de jeu).
Les Défis « Armes & Armures » sont des Défis déblocables uniquement dans le mode Versus. Les Défis « Armes » permettent de recevoir de l'expérience supplémentaire ou d’accéder à des Bonus uniques et propres aux armes utilisées. Les Défis « Armures » permettent de recevoir de l'expérience supplémentaire ou d'accéder à des pièces d'armures pour l'éditeur de personnages.

## Contenus téléchargeables
Depuis la sortie du jeu, la plateforme Steam met en vente dans sa boutique des add-ons, téléchargeables légalement, permettant d'obtenir des armes, des armures, des cartes de jeu et des modes multijoueurs supplémentaires.
- Le 20 décembre 2011 sort l'add-on Chaos Unleashed qui permet d'utiliser les space marines du Chaos dans le mode Exterminatus, face aux Orks et Gardes Impériaux. L'add-on contient aussi de nouvelles cartes utilisables pour tous les modes multijoueurs.
- Le 24 janvier 2012 sort l'add-on The Dreadnought qui permet d'utiliser un puissant Dreadnought armé d'un Canon d'assaut / Autocanons jumelés et d'un poing énergétique / griffe énergétique dans un nouveau type de partie appelé Assaut sur le Dreadnought. L'add-on incorpore aussi de nouvelles cartes pour le mode Versus.
- Trois add-ons permettent de débloquer des armes inédites pour les parties multijoueurs :
  - l’Épée des Reliques : permet de débloquer l'Épée des Reliques / démoniaque ;
  - le Bolter des Reliques : permet de débloquer le Bolter des Reliques / démoniaque ;
  - l’Épée Énergétique : permet de débloquer l'Épée Énergétique.
- De nombreux add-ons permet d'utiliser des armures de Vétérans / Champion :
  - Vétéran Blood Angels
  - Vétéran Space Wolves
  - Vétéran Black Templars
  - Vétéran Salamanders
  - Vétéran Iron Hands
  - La Légion des Damnés
  - Champion Alpha Legion
  - Champion Death Guard
  - Champion Iron Warriors
  - Champion Emperor's Children